# Fabio Miretti
Fabio Miretti (Pinerolo, 3 augustus 2003) is een Italiaans voetballer die bij voorkeur als centrale  middenvelder speelt. Hij speelt bij Juventus. Miretti debuteerde in 2022 voor het Italiaans voetbalelftal.

## Clubcarrière
Miretti speelde in de jeugd bij Auxilium Saluzzo, AC Cuneo 1905 en Juventus. Op 13 februari 2021 debuteerde hij voor het tweede elftal in de Serie C. Op 20 januari 2022 ondertekende Miretti een contractverlenging tot 2026. Op 20 maart 2022 debuteerde hij in de Serie A tegen Salernitana. In de zomer van 2024 werd hij verhuurd aan Genoa.

## Clubstatistieken
| Seizoen     | Club              | Competitie  | Competitie | Competitie | Competitie | Beker | Beker | Beker | Internationaal | Internationaal | Internationaal | Totaal | Totaal | Totaal |
| Seizoen     | Club              | Competitie  | Wed.       | Dlp.       | Ass.       | Wed.  | Dlp.  | Ass.  | Wed.           | Dlp.           | Ass.           | Wed.   | Dlp.   | Ass.   |
| ----------- | ----------------- | ----------- | ---------- | ---------- | ---------- | ----- | ----- | ----- | -------------- | -------------- | -------------- | ------ | ------ | ------ |
| 2020/21     | Juventus Next Gen | Serie C     | 0          | 0          | 0          | 4     | 0     | 1     | —              | —              | —              | 4      | 0      | 1      |
| 2021/22     | Juventus Next Gen | Serie C     | 26         | 3          | 4          | 3     | 1     | 0     | —              | —              | —              | 29     | 4      | 4      |
| Club Totaal | Club Totaal       | Club Totaal | 26         | 3          | 4          | 7     | 1     | 1     | 0              | 0              | 0              | 33     | 4      | 5      |
| 2021/22     | Juventus          | Serie A     | 6          | 0          | 0          | 0     | 0     | 0     | 1              | 0              | 0              | 7      | 0      | 0      |
| 2022/23     | Juventus          | Serie A     | 22         | 0          | 3          | 3     | 0     | 0     | 7              | 0              | 0              | 32     | 0      | 3      |
| Club Totaal | Club Totaal       | Club Totaal | 28         | 0          | 3          | 3     | 0     | 0     | 8              | 0              | 0              | 39     | 0      | 3      |
| TOTAAL      | TOTAAL            | TOTAAL      | 54         | 3          | 7          | 10    | 1     | 1     | 8              | 0              | 0              | 72     | 4      | 8      |